# The Mexican Staring Frog of Southern Sri Lanka
«The Mexican Staring Frog of Southern Sri Lanka», («La Rana Mexicana del Sur de Sri Lanka» en Hispanoamérica, «La Rana Mexicana de Mirada Fija del Sur de Sri Lanka» en España), es el 19 episodio de South Park correspondiente al sexto capítulo de la segunda temporada. Fue estrenado el 10 de junio de 1998.

## Argumento
El profesor Garrison les deja como tarea a sus alumnos escribir un artículo sobre la Guerra de Vietnam, preguntándole a alguna persona que estuvo allí, así que Stan, Cartman, Kyle y Kenny deciden ir donde Jimbo -quien fue combatiente al igual que Ned- que en ese momento estaba conduciendo su programa de televisión "Cazando y Matando". Jimbo les narra la historia, donde según él, había un parque de diversiones en pleno campamento americano, y que junto con su amigo Ned lograron acabar ellos solos con el ejército del Vietcong. Al día siguiente presentan su informe y el Señor Garrison los califica mal y los deja castigados por una semana, pues según él, los chicos lo habían inventado.
Los cuatro empiezan a echarle la culpa a Jimbo, y para eso deciden jugarle una broma: En el programa "Cazando y Matando" Jimbo habla acerca de la rana mexicana de mirada fija del sur de Sri Lanka que es capaz de matar a cualquier persona con solo mirarla a los ojos, así que para dejarlo en ridículo empiezan a grabar videos de una rana de plástico y los envía de manera anónima al programa de Jimbo haciéndole creer que es la rana de mirada fija del sur de Sri Lanka. Esta historia empieza a aumentar la sintonía del programa superando a su competencia: el show "Jesus y sus Amigos" conducido por Jesucristo.
Finalmente, tras mostrar varios videos, Jimbo y Ned deciden ir a la caza de la supuesta rana de mirada fija ...(y lo pasan en vivo). Para eso ordena a Ned que ataque a la rana por la espalda mientras que Jimbo lo hacía por su lado, así que le tira una granada y esta termina explotando cerca de Ned por lo que lo deja inconsciente. Finalmente aparecen Stan y sus amigos y llevan a Ned al hospital y ahí Stan le dice a su tío que todo fue un invento. La productora del programa de Jesús había escuchado todo y los lleva al set de "Jesus y sus amigos" como un caso para el programa.
Ya en el programa, los chicos narran lo sucedido. Durante los comerciales, la productora hace que los panelistas (en este caso Jimbo, Stan, Ned, Cartman, Kyle y Kenny) alteren la historia con el fin de aumentar su rating. Así, cuando están nuevamente al aire, Jimbo afirma que Stan consume drogas y adora a Satanás; Stan responde que Jimbo lo violó y Cartman arroja su silla contra Ned. Todos empiezan a pelearse y Jesus trata de calmarlos. Como no lo logra, les grita: "Calmense, coño". Jimbo después admite que exagero en la historia, y Stan le dice a Jesus que toda la pelea fue originada por la productora de su programa. Por eso, Jesus pide disculpas a todos y manda -literalmente- a su productora al Infierno.

## Muerte de Kenny
Durante la gresca, un hombre sujeta a Kenny de la cabeza y otro hombre lo sujeta de las piernas. Ambos lo jalan en lados opuestos partiendo a Kenny en dos.

## Curiosidades
- El caso que se trata en el programa "Jesus y sus amigos" así como la gresca que se arma es una crítica a los programas talk shows como Oprah, Montel, Dr Phil, entre otros.
- Con el fin de ganar más audiencia y popularidad, la productora de "Jesus y sus Amigos" decide lanzar al mercado unos DVD inéditos en los que sale Jesus conduciendo su programa como siempre, pero permitiendo "cosas picantes" como mujeres que se desnudan. groserías de la gente o entrevistas con miembros del Ku Klux Klan. Esto tranquilamente pudo generar una gran polémica.
- Al inicio del episodio, Jimbo hace referencia a la nueva ley estatal sobre caza donde se prohíbe matar animales para defenderse.
- La tendencia homosexual del Sr. Garrison se pone al descubierto (para los televidentes) cuando sonríe al recordar el momento cuando el y sus hombres se bañaban durante la guerra de Vietnam.
- El mapa de Vietnam que se muestra en el relato de Jimbo es en realidad un mapa de Italia.
- En el programa de Jesús, aparece un fanático de Michael Jackson (moreno con peinado y vestido iguales a su ídolo ) que da su opinión sobre el juicio que se le entabló al rey del pop por pedofilia, aun cuando no se tratara de ese tema en el episodio.